# Hazeltine National Golf Club
Le Hazeltine National Golf Club est un club de golf situé à Chaska, au sud-ouest de l'agglomération de Minneapolis dans le Minnesota. C'est un parcours privé, et par conséquent, il n'est pas possible d'y jouer sans être accompagné d'un membre. Le parcours a été dessiné par Robert Trent Jones et a ouvert en 1962.

## Histoire
Totton Heffelginger, un ancien président de la United States Golf Association, vit l’opportunité de construire un nouveau parcours de championnat lorsque le Minikahda Club de Minneapolis (où Chick Evans remporta l’US Open en 1916) fut menacé par le développement d’une autoroute. Après que le club eut rejeté les plans pour la construction d’un nouveau parcours, Heffelfinger rencontra Robert Trent Jones pour concevoir le parcours.
Le parcours fut originellement appelé The Executive Golf Club et était initialement prévu pour faire partie d’une série de clubs de golf exécutifs répartis dans le pays. Toutefois l’appellation n’eut pas de succès et les autres clubs ne furent pas créés. Les fondateurs décidèrent de nommer le nouveau parcours Hazeltine National golf Club en honneur du lac Hazeltine tout proche. Le parcours fut ouvert aux membres en 1962. Le but ultime de Heffelfinger était de voir un tournoi majeur disputé à Hazeltine. Ce vœux fut exaucé en 1966 lorsque l'US Open féminin de golf fut organisé à Hazeltine et que Sandra Spuzich l’emporta avec un score de 297 (soit neuf au-dessus du par sur un parcours de 5 865 mètres (6 305 yards).
Hazeltine accueillit l’US Open en 1970 et le parcours fit l’objet de nombreux commentaires de presse négatifs parce que près de la moitié des engagés, dont beaucoup de grands noms du golf, ne parvint pas à marquer sous les 80 le premier jour du fait d'une météo froide et venteuse. Après son parcours du vendredi, Dave Hill déclara que la seule chose qui manquait à Hazeltine était « quatre-vingt acres de maïs et quelques vaches ». Tony Jacklin (vainqueur du British Open l’année précédente) remporta le tournoi avec un score de sept sous le par à 281. Le parcours était fixé à 6 539 mètres (7 151 yards) et Hill se plaça en deuxième place.
Après cela le club eut à faire face à de sérieuses difficultés financières, et il devint improbable d’y voir jouer à nouveau un championnat majeur. Le club parvint presque à devenir le lieu du championnat de la PGA mais manqua cette opportunité. Toutefois il put obtenir l’organisation du l'US Open féminin de golf de 1977. C’était la première année où Nancy Lopez jouait en championnat en tant que professionnelle et elle se classa deuxième. Holly Stacy l’emporta avec un score 292, soit quatre au-dessus du par, sur un parcours de 5 773 mètres (6 313 yards).
Au cours des années suivantes le parcours subit une série de rénovations. Plusieurs trous au dessin coudé furent redressés. Le trou seize qui était un par trois fut abandonné et un nouveau par quatre fut installé le long du lac Hazeltine. Le par quatre du trou dix-sept fut converti en un par trois tout en conservant l’emplacement du green d’origine. En 1983 on joua l'US Senior Open sur le parcours redessiné. Billy Casper et Rod Funseth terminèrent à égalité après les quatre tours avec des scores de quatre au-dessus du par fixé à 288 (le parcours se jouait comme un par 71). Après qu’ils n’aient pu se départager au terme d’un play-off sur dix-huit trous, Casper réalisa un birdie au premier trou joué en mort subite pour l’emporter. Le métrage du parcours était de 6 058 mètres (6 625 yards).
Le parcours se vit attribuer l’organisation de l’US Open en 1991. Rees Jones, le fils de Robert Trent Jones apporta de nouveaux changements au parcours en prévision de cette compétition. Cet US Open est resté dans les mémoires essentiellement pour deux choses. L’un fut le spectaculaire duel entre Payne Stewart et Scott Simpson qui terminèrent tous deux à six sous le par avec des scores de 282. Dans le play-off de 18 trous, Stewart était mené de deux coups en arrivant au seizième trou. À ce moment, comme il l’avait fait le dimanche, il parvint à combler l’écart et finit par remporter l’US Open pour son second succès en tournoi majeur (et la première de ses deux victoires à l’US Open). Stewart réalise 57 pars durant les 72 trous de la compétition régulière. La seconde fut la foudre qui frappa le parcours le jeudi 13, premier jour de la compétition. La journée commença avec un ciel bleu dégagé, mais un orage survint bientôt. Les spectateurs abandonnèrent le parcours pour rechercher un abri sous les arbres. Six spectateurs se tenaient sous un arbre proche du seizième trou lorsque la foudre frappa, causant un mort.
En prévision du 84e championnat de la PGA en 2002 Rees Jones allongea les tees de départ et ajouta de nouveaux bunkers au parcours. Celui-ci atteignit une longueur de 6 730 mètres (7 360 yards) et devint un par 72. Rich Beem remporta la compétition avec un score de 278, soit dix sous le par, et parvint à contenir un retour de Tiger Woods qui avait fait birdie sur les quatre derniers trous. Le record du parcours fut établi au cours de ce championnat de 2002 lorsque Beem, Robert Allenby et Justin Leonard parvinrent tous les trois à faire le parcours en 66 coups (six sous le par) au cours du deuxième tour.
En 2006 se déroula sur le parcours le championnat de golf amateur des États-Unis messieurs remporté par l’Ecossais Richie Ramsay qui l’emporta sur l’Américain John Kelly sur le score de 4 & 2.
Hazeltine devint à nouveau l’hôte du championnat PGA en 2009. Le tournoi fut emporté par le sud-coréen Yang Yong-eun qui l’emporta avec trois coups d’avance sur Tiger Woods alors que ce dernier menait avec deux coups d’avance à l’entame du dimanche. La victoire de Yang fut la première en tournoi majeur d’un joueur né en Asie. Ce fut aussi la première fois que Woods perdait un majeur alors qu’il était en tête du tournoi après avoir joué 54 trous.
La Ryder Cup 2016 a été attribué à Hazeltine en 2002 et c'est joué du 27 septembre au 2 octobre 2016. Les capitaines des équipes américaine et européenne sont respectivement Davis Love III et Darren Clarke. L'équipe américaine remporte la compétition sur le score de 17 à 11. Lors de cette compétition, l'ordre des trous a été revu de manière à favoriser le spectacle.

## Tournois majeurs
| Année | Tournoi                                              | Vainqueur      | Gains du vainqueur ($) |
| ----- | ---------------------------------------------------- | -------------- | ---------------------- |
| 1966  | US Open féminin de golf                              | Sandra Spuzich | 4,000                  |
| 1970  | U.S. Open                                            | Tony Jacklin   | 30,000                 |
| 1977  | US Open féminin de golf                              | Hollis Stacy   | 11,040                 |
| 1983  | U.S. Senior Open                                     | Billy Casper   | 30,566                 |
| 1991  | U.S. Open                                            | Payne Stewart  | 235,000                |
| 1994  | U.S. Mid-Amateur                                     | Tim Jackson    | 0                      |
| 2002  | PGA Championship                                     | Rich Beem      | 990,000                |
| 2006  | Championnat de golf amateur des États-Unis messieurs | Richie Ramsay  | 0                      |
| 2009  | PGA Championship                                     | Y.E. Yang      | 1,350,000              |
| 2016  | Ryder Cup                                            | Sep 27 - Oct 2 | n/a                    |

Les années en gras sont les tournois majeurs du PGA Tour

## Parcours
Le parcours est vallonné et présente des fairways étroits ainsi que de petits greens. Des obstacles d’eau sont en jeu sur neuf des dix-huit trous. Le « trou signature » du parcours est le par quatre numéro seize (devenu numéro sept à l'occasion de la Ryder Cup). Sur ce trou le coup de mise en jeu (ou tee shot) doit survoler le lac Hazeltine sur une distance de 201 mètres (220 yards). Le green est une péninsule surélevée qui descend en pente de tous les côtés, y compris vers l’eau sur l’arrière et sur la droite.
Le trou dix-sept est un long par trois qui lors de la création du parcours était un court par quatre. Quatre bunkers et deux obstacles d’eau défendent le green, qui est un des plus ondulés de tout le parcours. Le trou final est un long par quatre garni de bunkers.
Avant les modifications qu’il a subies, mesuré depuis les aires de départ de championnat, le parcours mesurait 6 730 mètres (7 360 yards) et avait un ratio course rating/slope de 77.0/153. Des aires de départ bleues, le parcours mesure 6 410 mètres (7 010 yards) et a un ratio de 75.4/150. Des tees jaunes, il mesure 6 077 mètres (6 646 yards) et a un ratio de 73.7/146. Des tees blancs, il mesure 5 673 mètres pour un ratio de 71.8/142 pour les messieurs et 77.2/144 pour les dames. Des tees rouges, il mesure 5 200 mètres (5690 yards) et a un ratio 74.3/138 pour les dames.
Lors de l’été 2008, le club apporta des modifications significatives au parcours en vue du Championnat PGA de 2009. Certaines de ces modifications incluaient l’ajout de bunker sur le trou (par quatre) numéro 2, une nouvelle aire de départ sur le trou numéro 12, un par quatre dont la distance fut ainsi portée à près de 480 mètres (520 yards) et un allongement du parcours à 7021 mètres (7678 yards). Le ratio course rating/slope du parcours fut ainsi porté à 78.0 et son slope à 155.